# Такаґі Такуя
Такуя Такаґі (яп. 高木 琢也, нар. 12 листопада 1967, Мінамі-Шімабара) — колишній японський футболіст, що грав на позиції нападника. По завершенні ігрової кар'єри — футбольний тренер.
Виступав, зокрема, за клуб «Санфрече Хіросіма», а також національну збірну Японії.

## Клубна кар'єра
Народився 12 листопада 1967 року в місті Мінамі-Шімабара. Займався футболом в Осакському комерційному університеті.
У дорослому футболі дебютував 1990 року виступами за «Фудзіта», в якій провів один сезон, взявши участь у 15 матчах чемпіонату.
Протягом 1991—1992 років захищав кольори «Мазди» з Хіросіми. Зі створенням у 1993 році Джей-ліги, «Мазда» була перейменована у «Санфрече Хіросіма» і розпочала виступи у новому турнірі, де Такуя провів наступні шість сезонів своєї ігрової кар'єри. Більшість часу, проведеного у складі «Санфречче», був основним гравцем атакувальної ланки команди і одним з головних бомбардирів команди, маючи середню результативність на рівні 0,35 голу за гру першості.
Протягом 1998—1999 років захищав кольори команди клубу «Верді Кавасакі».
Завершив професійну ігрову кар'єру у клубі «Консадолє Саппоро», за команду якого виступав протягом сезону 2000 року у другому дивізіоні Джей-ліги.

## Виступи за збірну
31 травня 1992 року дебютував в офіційних іграх у складі національної збірної Японії в товариському матчі проти збірної Аргентини. 
У складі збірної був учасником кубка Азії з футболу 1988 року у Катарі, кубка Азії з футболу 1992 року в Японії, здобувши того року титул переможця турніру, та кубка Азії з футболу 1996 року в ОАЕ.
Протягом кар'єри у національній команді, яка тривала 6 років, провів у формі головної команди країни 44 матчі, забивши 27 голів.

## Кар'єра тренера
Розпочав тренерську кар'єру у 2003 році, очоливши футбольну команду Університету Ніхон.
2006 року став асистентом тренера «Йокогами» Юсуке Адачі, а після його звільнення в тому ж році Такаґі став головним тренером команди.
2008 року став помічником тренера «Токіо Верді» Хасіратані Тецудзі, після звільнення якого також став новим головним тренером.
В подальшому у 2010–2012 очолював команду «Роассо Кумамото».
У грудні 2012 року очолив клуб другого дивізіону Джей-ліги «В-Варен Нагасакі».

## Статистика

### Збірна
| Чемпіонат | Чемпіонат            | Чемпіонат        | Ліга | Ліга | Кубок            | Кубок            | Кубок ліги      | Кубок ліги      | Всього | Всього |
| Сезон     | Клуб                 | Ліга             | Ігри | Голи | Ігри             | Голи             | Ігри            | Голи            | Ігри   | Голи   |
| Японія    | Японія               | Японія           | Ліга | Ліга | Кубок Імператора | Кубок Імператора | Кубок Джей-ліги | Кубок Джей-ліги | Всього | Всього |
| --------- | -------------------- | ---------------- | ---- | ---- | ---------------- | ---------------- | --------------- | --------------- | ------ | ------ |
| 1990/91   | «Фудзіта»            | ЯФЛ 2 (ІІ)       | 15   | 3    |                  |                  | 0               | 0               | 15     | 3      |
| 1991/92   | «Мазда»              | ЯФЛ 1            | 22   | 9    |                  |                  | 0               | 0               | 22     | 9      |
| 1992      | «Санфречче Хіросіма» | Джей-ліга        | -    | -    | 0                | 0                | 7               | 4               | 7      | 4      |
| 1993      | «Санфречче Хіросіма» | Джей-ліга        | 29   | 11   | 2                | 0                | 0               | 0               | 31     | 11     |
| 1994      | «Санфречче Хіросіма» | Джей-ліга        | 42   | 14   | 0                | 0                | 0               | 0               | 42     | 14     |
| 1995      | «Санфречче Хіросіма» | Джей-ліга        | 24   | 5    | 5                | 4                | -               | -               | 29     | 9      |
| 1996      | «Санфречче Хіросіма» | Джей-ліга        | 30   | 11   | 5                | 2                | 6               | 1               | 41     | 14     |
| 1997      | «Санфречче Хіросіма» | Джей-ліга        | 26   | 12   | 2                | 1                | 0               | 0               | 28     | 13     |
| 1998      | «Верді Кавасакі»     | Джей-ліга        | 22   | 9    | 3                | 0                | 1               | 0               | 26     | 9      |
| 1999      | «Верді Кавасакі»     | Джей-ліга        | 18   | 2    | 0                | 0                | 3               | 1               | 21     | 3      |
| 2000      | «Консадолє Саппоро»  | Джей-ліга 2 (ІІ) | 17   | 0    | 3                | 1                | 1               | 0               | 21     | 1      |
| Всього    | Всього               | Всього           | 245  | 76   | 20               | 8                | 19              | 6               | 284    | 90     |

| Збірна Японії | Збірна Японії | Збірна Японії |
| Роки          | Ігри          | Голи          |
| ------------- | ------------- | ------------- |
| 1992          | 11            | 5             |
| 1993          | 13            | 7             |
| 1994          | 5             | 2             |
| 1995          | 0             | 0             |
| 1996          | 10            | 6             |
| 1997          | 5             | 7             |
| Всього        | 44            | 27            |

## Досягнення

### Збірна
- Володар Кубку Азії: 1992

### Індивідуальні
- Включений у символічну збірну Джей-ліги; 1994